# The Madison
The Madison es una próxima serie de televisión wéstern creada por Taylor Sheridan. Se trata de un spin-off de su anterior serie, Yellowstone. Su trama tratará sobre la familia McIntosh, originaria de la ciudad de Nueva York, que reside en el valle del río Madison, en el centro de Montana.

## Reparto
- Michelle Pfeiffer como Stacy Clyburn
- Patrick J. Adams como Russell McIntosh
- Elle Chapman como Paige McIntosh
- Matthew Fox como Paul
- Beau Garrett como Abigail Reese
- Amiah Miller como Bridgette Reese
- Ben Schnetzer como Van
- Kevin Zegers como Cade
- Rebecca Spence como Liliana Weeks
- Alaina Pollack como Macy
- Danielle Vasinova como Kestrel

## Producción
En mayo de 2023, Paramount dio luz verde a una serie derivada de Yellowstone sin título, que más tarde se conocería como The Madison. El 8 de agosto de 2024 se anunció que Michelle Pfeiffer protagonizaría y ejercerá como productora ejecutiva de la serie. Ese mismo día se confirmó su incorporación al reparto.  Más tarde, durante el mismo mes, se dieron a conocer las incorporaciones de Elle Chapman, Patrick J. Adams, Beau Garrett, Amiah Miller y Matthew Fox como parte del elenco. El 15 de octubre de 2024 se anunció que Ben Schnetzer se uniría también al reparto. Por último, el 17 de diciembre de 2024 se informaron las incorporaciones de Kevin Zegers, Rebecca Spence, Alaina Pollack y Danielle Vasinova. La producción principal comenzó ese mismo año. El rodaje se desarrolló en Montana entre septiembre y octubre. Las escenas ambientadas en la ciudad de Nueva York se filmaron en Dallas a mediados de noviembre. Posteriormente, el rodaje se trasladó a Fort Worth, Texas, a finales de noviembre, extendiéndose hasta mediados de diciembre de 2024.

## Lanzamiento
En Europa, The Madison se publicará a través de SkyShowtime.